# Royer (dessinateur)
Pour les articles homonymes, voir Royer.
Royer, nom de plume de Raoul Jean Joseph Debroeyer, né le 3 octobre 1933 à Ruisbroek (province de Brabant ) et mort le 4 avril 2023 à Anderlecht (région de Bruxelles-Capitale), est un dessinateur belge. Il est principalement connu comme dessinateur de presse et caricaturiste, à travers sa longue collaboration avec les quotidiens Le Soir et Het Nieuwsblad.

## Biographie
Raoul Jean Joseph Debroeyer naît le 3 octobre 1933 à Ruisbroek,. Il est diplômé de l'Institut Saint-Luc de Bruxelles.
Royer commence sa carrière à l’hebdomadaire Pourquoi pas ?, réalisant plusieurs dessins de couverture en 1956. Dix ans plus tard, il est engagé par un bureau de publicité avant de s’installer comme indépendant. Il se met rapidement au dessin politique et humoristique. Ses premiers dessins sont publiés par Pan, ensuite par Knack, La Dernière Heure, Het Nieuwsblad, Eos. 
En 1979, Royer entame une collaboration de vingt ans avec le journal Le Soir, où il publie quotidiennement un dessin. Il fait de même au Nieuwsblad, auquel il collaborera vingt-deux ans.
En 1986, le musée communal des Beaux-Arts d'Ixelles organise une grande exposition de ses dessins, honorée d’une longue visite du roi Baudouin.
Il meurt le 4 avril 2023, à l'âge de 89 ans. Il vivait à Anderlecht, aveugle.

## Œuvre

### Ouvrages illustrés par Royer
- Jean Muno, Entre les lignes, contes ill. par Royer, préf. de Jacques De Decker, Paul Legrain, 1983.
- Alexis Curvers, Variations sur le thème de l'arbre, dessins de Royer, Bruxelles, Honeywell Bull, 1983.
  - (nl) Jef Anthierens (nl) (préf.), Variaties op eenzelfde thema : de boom, dessins de Royer, Bruxelles, Honeywell Bull, 1983 (DL D/1983/1560/1).
- Michel Géoris, Contes baroques, Bruxelles, L'Instant onirique, 1985
- Lens, Jeux de mots, jeux de cœur, introduction d'Arthur Haulot, ill. de Royer, Bruxelles, Les éditeurs d'art associés, 1987, 88 p.
- Charles Bricman, La Politique autrement..., ill. de Royer, Yvon Toussaint (préf.), Bruxelles, Paul Legrain, 1989 (D/1989/197/9).
- Charles-Ferdinand Nothomb, Démocratie belge : essai de présentation cohérente, dessins de Royer, Louvain-la-Neuve, Duculot, 1990  (ISBN 2-8011-0897-9), 104 p.,Réédition 1994  (ISBN 2-8011-1080-9).
  - Également publié en néerlandais, Roularta, 1990  (ISBN 90-72411-55-2)
  - Également publié en allemand, Eupen, Grenz-Echo, 1990.

### Recueils de dessins de Royer
- 20 ans de dessins, Bruxelles, Le Soir, Éditions Luc Pire, 1999, 126 p.,  (ISBN 2-930240-72-5).
- Royer, Jean-Luc a des ennuis, Bruxelles, Le Soir, 1997.
- Royer, Les Années Dehaene, Bruxelles, Le Soir, 1994, 100 p.
- Alidor, Royer : caricatures politiques : hommage à André Cools : catalogue de l'exposition organisée à Flémalle, au Centre wallon d'art contemporain, du 12 septembre au 4 octobre 1992, Flémalle, La Châtaigneraie, 1992, 16 p.
- Royer, Histoires de Martens VIII, Bruxelles, Le Soir, 1991, 100 p.
- Royer, La Femme, texte de Paul Caso, Paul Legrain, 1991, 118 p.
- Colette Braeckman, Congo : vingt ans de caricatures, ill. de Royer, Pierre Kroll et Thembo Kash, Bruxelles, Luc Pire , 2007, 95 p.  (ISBN 978-2-87415-719-6 et 978-2-87415-724-0).

### Catalogues d'exposition
- (nl + fr) Wilfried Martens et Carlos Alleene (ill. Royer), Belgische kartoens [« Cartoons belges »], Knokke-Heist, Matthys, 1981, 214 p., ill. ; 30 cm (OCLC 1119536192)livre publié grâce à la Loterie Nationale belge à l'initiative de l'ASBL Humorstad Knokke-Heist à l'occasion du 20e Salon Mondial du cartoon en 1981.

### Œuvres individuelles
- Toots Thielemans, dessin, 27,5 × 21,5 cm, signé. Bruxelles, Fonds Toots Thielemans, Bibliothèque royale de Belgique[9].

## Distinctions
- Lauréat du Prix de la Presse au Salon Mondial de l'Humour à Knokke.
- Élevé au rang de chevalier en 1999 par le roi Albert II ; il est le premier journaliste à être anobli en Belgique. Il se choisit comme devise L'esprit libre, la main libre[10],[11].

### Documentation
- [Sur le positionnement des dessins de Royer à l'égard des manifestations des enseignants belges en 1995-1996]. In : Bénédicte Rochet, Ludo Bettens, Florence Gillet, et al., Quand l'image (dé)mobilise: Iconographie et mouvements sociaux au XXe siècle, Presses universitaires de Namur, 2015, p. 89.

### Articles
- Béatrice Delvaux, « Dessin de presse: Royer avait l’esprit et la main libres », Le Soir,‎ 4 avril 2023 (lire en ligne , consulté le 15 mars 2024).

### Vidéographie
- La bande dessinée en Belgique sur Sonuma, émission de télévision Plein Jeu, présentation Arlette Vincent (8 min 24 s), 5 janvier 1983.